# Rachael Flatt
Rachael Flatt (* 21. Juli 1992 in Del Mar, Kalifornien) ist eine ehemalige US-amerikanische Eiskunstläuferin.
Sie begann im Alter von vier Jahren mit dem Eiskunstlaufen. Sie startete zunächst im Paarlauf mit Andrew Speroff, wechselte später jedoch zum Einzellauf.
Flatt wurde 2008 US-Vizemeisterin und errang in Sofia den Titel bei den Juniorenweltmeisterschaften. 2009 hatte Flatt ihr Weltmeisterschaftsdebüt bei den Senioren und beendete es als Fünfte. 2010 wurde sie US-Meisterin und bestritt die Olympischen Spiele in Vancouver, bei denen sie Siebte wurde. Bei der Weltmeisterschaft erreichte sie den neunten Platz. Im Jahr 2011 belegte sie den zwölften Platz bei der Weltmeisterschaft.

## Ergebnisse
| Wettbewerb / Saison              | 2005/06 | 2006/07 | 2007/08 | 2008/09 | 2009/10 | 2010/11 | 2011/12 | 2012/13 |
| -------------------------------- | ------- | ------- | ------- | ------- | ------- | ------- | ------- | ------- |
| Olympische Winterspiele          |         |         |         |         | 7.      |         |         |         |
| Weltmeisterschaften              |         |         |         | 5.      | 9.      | 12.     |         |         |
| Juniorenweltmeisterschaften      |         |         | 1.      |         |         |         |         |         |
| Vier-Kontinente-Meisterschaften  |         |         |         | 7.      |         | 4.      |         |         |
| US-amerikanische Meisterschaften | 2. J    | 5.      | 2.      | 2.      | 1.      | 2.      | 6.      |         |
| Grand-Prix-Finale                |         |         |         |         |         | 6.      |         |         |
| Skate America                    |         |         |         | 4.      | 2.      | 2.      |         | 9.      |
| Skate Canada                     |         |         |         |         |         |         | 10.     |         |
| Cup of Russia                    |         |         |         | 2.      |         |         | 9.      |         |
| NHK Trophy                       |         |         |         |         |         | 2.      |         |         |
| Cup of China                     |         |         |         |         | 4.      |         |         |         |